# バスキン・ロビンス
バスキン・ロビンス（英語: Baskin-Robbins Inc.）は、アメリカ合衆国発祥の世界最大級のアイスクリームチェーンのひとつ。世界40か国に7300以上の店舗を展開している。
社名は創業者の名前に由来している。日本での名称はサーティワンアイスクリーム。「サーティワン」には「31種類のアイスクリームがあるため、1か月毎日違うアイスを楽しんでほしい」という意味が込められている。作られているアイスクリームの数は1300種類にのぼる。ロゴマークは「BR」と「31」を組み合わせたもの。

## 歴史
創業者はバート・バスキンとアーヴ・ロビンスの2人。バスキンはロビンスの姉の夫だった。2人ともアイスクリームが好きで、店を持つことを夢見ていた。ロビンスの父はワシントン州タコマでアイスクリームショップを経営しており、ロビンスは店を手伝うのが好きだった。第二次世界大戦中、ロビンスは1942年から1945年にかけて陸軍に入隊、バスキンは海軍に志願しそこでアイスクリームを作っては同僚に配った。戦後2人はロビンスの父親の薦めで別々に店を開くことにした。まず1945年にロビンスがカリフォルニア州グレンデールに「Snowbird（スノウバード）」を開業した。そして翌年には、退役したバスキンが同州パサデナに「Burton's（バートンズ）」を開業した。
その後、バスキンとロビンスの両者はカリフォルニア南部で勢力を伸ばし1953年に合体して「Baskin-Robbins（バスキン・ロビンス）」となった。1960年代中盤には全米400店舗を達成、1967年にバスキンとロビンスはバスキン・ロビンスをユナイテッド・フルーツ（現在のチキータ・ブランド）に推定1200万ドルで売却し、1970年代からは順次海外出店が始まった。現在はすべての店舗がフランチャイズである。
創業者（バスキンは1967年、ロビンスは2008年に死去）の手を離れて以降は様々な親会社の下を転々としたが1973年にイギリスの食品会社J.ライオンズ（後のアライド・ライオンズ→アライド・ドメク）が買収した。1994年にはアライド・ドメク・クイックサービスレストラン（後のダンキン・ブランズ）の傘下となる。
2005年にフランスの酒業メーカーペルノ・リカールがアライド・ドメクを買収した際、ダンキン・ブランズの売却が発表された。ダンキン・ブランズ・グループは、2005年12月に投資ファンドのベインキャピタル、カーライル・グループおよびトーマス・H・リー・パートナーズによる共同所有となった。
2020年10月31日にインスパイア・ブランズはダンキン・ブランズを113億ドルで買収すると発表した。同年12月15日に買収が完了し、現在はダンキンドーナツとともにインスパイア・ブランズの傘下となっている。

## 展開している国や地域
| アフリカ - エジプト アジア - バングラデシュ - 中国 - 香港 - マカオ - 台湾 - インドネシア - インド - 日本 - 韓国 - マレーシア - ネパール - パキスタン - フィリピン - スリランカ - シンガポール - タイ オセアニア - オーストラリア - ニュージーランド | ヨーロッパ - アルメニア - デンマーク - フランス - ジョージア - ドイツ（米軍基地内） - ギリシャ - ポーランド - ポルトガル - ロシア - スペイン - スウェーデン - トルコ - ウクライナ - イギリス - イングランド - スコットランド - ウェールズ - 北アイルランド 中東 - アラブ首長国連邦 - バーレーン - イラン - イスラエル - クウェート - レバノン - オマーン - カタール - サウジアラビア - イエメン | 北アメリカ - カナダ - メキシコ - アメリカ合衆国 中央アメリカ - ホンジュラス - パナマ 南アメリカ - コロンビア - エクアドル 西インド諸島 - アルバ - ケイマン諸島 - キュラソー島 - ドミニカ共和国 - ジャマイカ - プエルトリコ - シント・マールテン島 | \| バスキン・ロビンスの店舗が ある国（青） \| |
| バスキン・ロビンスの店舗が ある国（青） | | |                                               |

## 日本での展開
日本ではバスキン・ロビンスと不二家の合弁会社のB-Rサーティワンアイスクリーム株式会社（英: B-R 31 ICE CREAM CO.,LTD.）がチェーン店を展開している。高速道路のサービスエリアにあるような小規模な店舗では31種類以下の品揃えであることもある。また、一部の店舗ではクレープを取り扱っている。
当初は登記上の商号にアルファベットを使用できなかったため、商号は「ビー・アールサーティワンアイスクリーム」であったが、2007年に表記を現在のものに改めた。
本国のアメリカと異なり、日本では「サーティワン アイスクリーム」を屋号にしており、「バスキン・ロビンス」と呼ばれることはほとんどないが、看板は本来の名称である「Baskin-Robbins」を強調したもので、それに「サーティワン アイスクリーム」の文字が併記されている。ロゴマークは、旧来は「31」を強調したものだったが、現在では「BR」と「31」を組み合わせたロゴとなっている。2022年4月11日にバスキン・ロビンスはロゴマークを一新したが、日本を含むアメリカ国外では変更されていない。
本国アメリカでは「バスキン・ロビンス」と呼ばれているため、アメリカ人に「サーティワン」といっても通じず、逆に日本人には「バスキン・ロビンス」は通じにくい。
2021年までに提供されたフレーバーは1,300種に上る。

### 沿革
出典：
- 1973年（昭和48年）12月19日 - 不二家が子会社として、ビー・アールジャパン株式会社を設立。
- 1974年（昭和49年）1月 - 第三者割当増資により、アメリカのバスキン・ロビンス社の出資を受けて、合弁会社となる。
- 1974年（昭和49年）4月23日（火曜日） - 東京目黒に直営第1号店及びトレーニングセンターを開設。
- 1974年（昭和49年）4月 - 東京都港区ナショナル麻布スーパーマーケット内にフランチャイズ1号店（現：麻布店）開店。現存する店舗としては最も古い。
- 1985年（昭和60年）7月 - ビー・アールサーティワンアイスクリーム株式会社に商号変更。
- 1987年（昭和62年）12月10日 - 日本証券業協会東京地区協会に登録し、株式を店頭公開。
- 1996年（平成8年）6月 - クレープを商品として正式に導入。
- 2003年（平成15年）12月 - 店舗数500店を達成。
- 2004年（平成16年）12月 - 株式の店頭公開を取り消し、ジャスダック(JASDAQ)に上場。
- 2005年（平成17年）11月 - 台北市に台湾1号店を地元企業とのフランチャイズ契約で開店。
- 2006年（平成18年）12月 - 本社及び富士小山工場で環境ISO 14001認証取得。
- 2007年（平成19年）3月 - 商号をB-Rサーティワンアイスクリーム株式会社に変更（アルファベット商号の解禁に伴う）。
- 2010年（平成22年）4月 - 証券取引所の合併により、大証JASDAQ（スタンダード）に上場。
- 2010年（平成22年）7月 - 店舗数1000店を達成する。
- 2012年（平成24年）
  - 4月 - 店舗数1100店を達成した。
  - 4月19日 - 新コンセプトストアー「サーティワン エクスペリエンス ダイバーシティ東京 プラザ店」を出店。
- 2013年（平成25年）7月 - 東京証券取引所と大阪証券取引所の統合に伴い、東京証券取引所JASDAQ（スタンダード）に上場。
- 2017年（平成29年）12月 - 本社を目黒セントラルスクエアに移転。トレーニングセンターを31 ice cream collegeに改名。
- 2018年（平成30年）10月 - 台湾へ出店。
- 2020年（令和2年）
  - 3月 - 子会社「31 Aikalima LLC」を米国ハワイ州に設立。
  - 7月 - 販売拠点数1,200ヶ所を達成。
  - 11月 - 子会社「31 Aikalima LLC」が米国ハワイ州において、米国バスキン・ロビンス社のフランチャイジーとして出店。
- 2021年（令和3年）4月1日 - 全世界で統一使用しているロゴ・マークを導入。新店舗デザイン“Flavor First（F1）” “MOMENTS”の2種類を導入[4]。
- 2022年（令和4年）
  - 1月 - 子会社「31 Aikalima LLC」と連結決算開始。
  - 4月 - 市場区分変更に伴い、東京証券取引所スタンダード市場に上場。

## ギャラリー

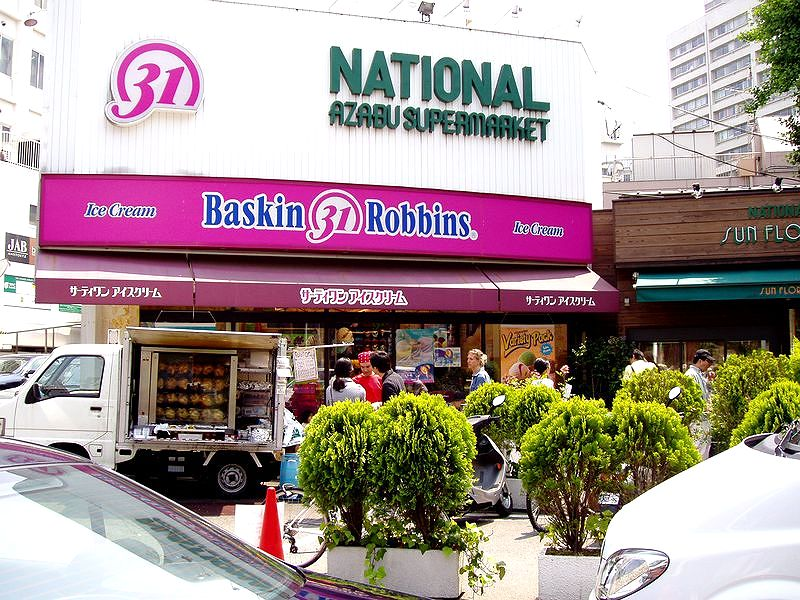
FC1号店である麻布店 （及び旧ロゴ）
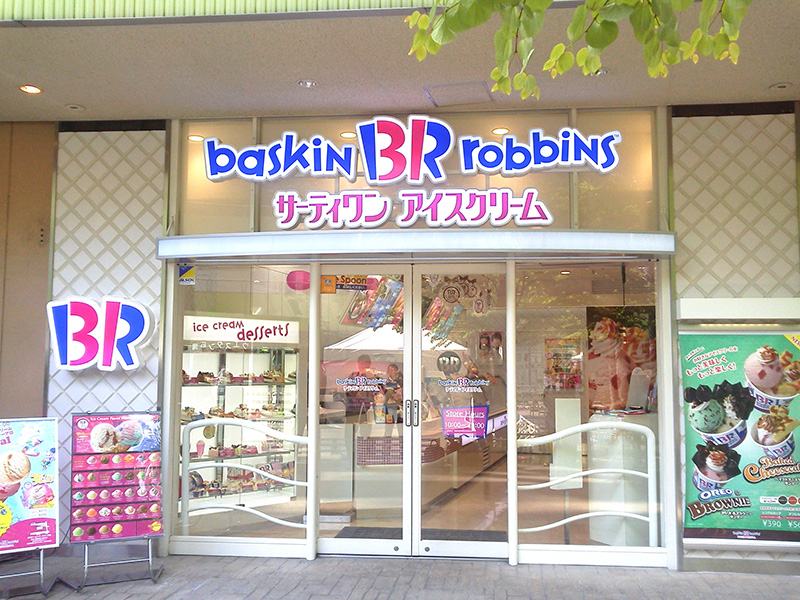
東京ドームシティラクーア店
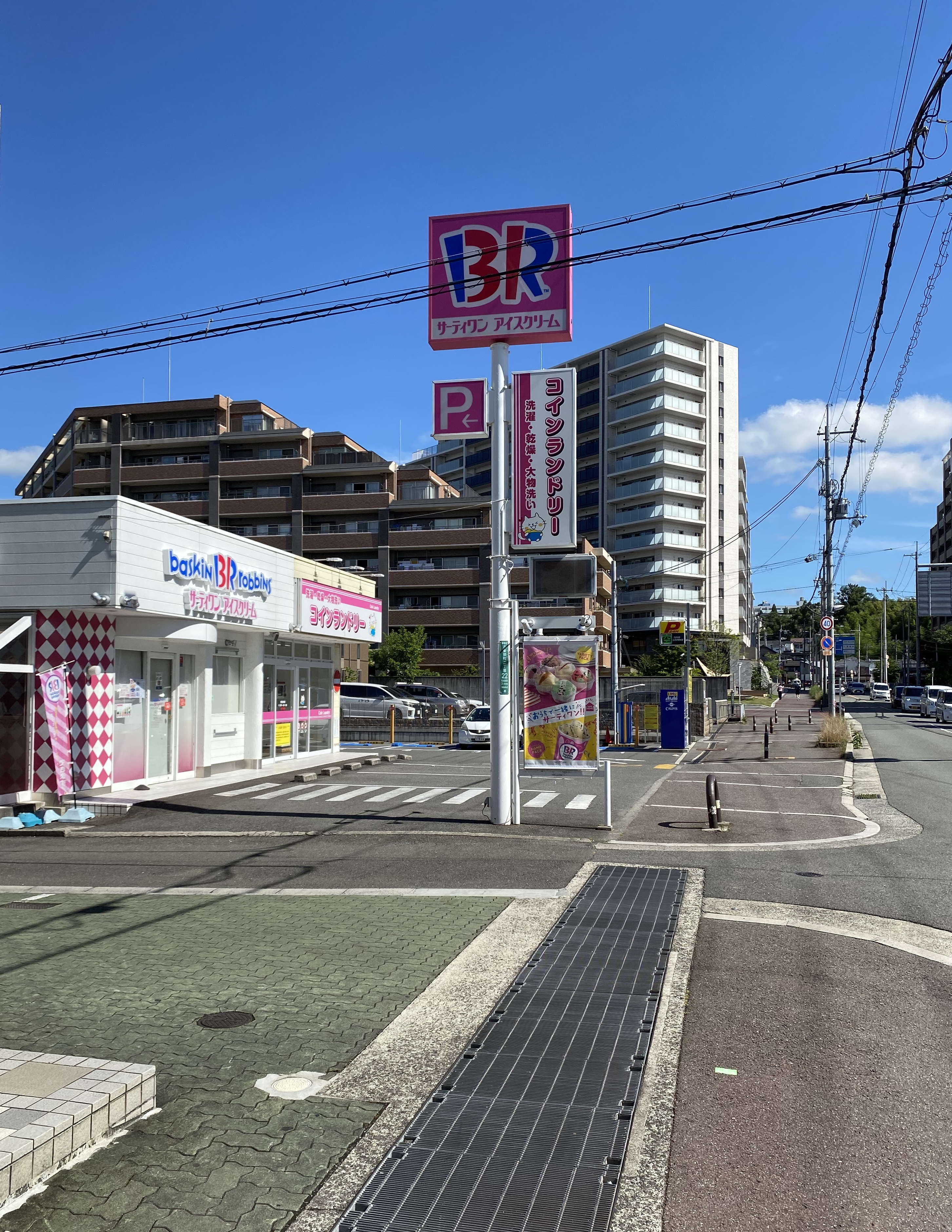
高槻別所店（大阪府高槻市古曽部町）

## 提供番組

### 現在
- 金曜ロードショー（日本テレビ）（2021年4月 - ）
- シナぷしゅ（テレビ東京）（2024年4月 - ）前任のヤクルトから引き継ぎ。

### 過去
- マシュマロ通信（テレビ大阪、番組の筆頭スポンサーでクレジット表記は「サーティワンアイスクリーム」であった）
- 不可思議探偵団（日本テレビ）
- ミリオンダイス（日本テレビ）
- なるほど!ハイスクール（日本テレビ）
- 天才!志村どうぶつ園（日本テレビ）
- もしものシミュレーションバラエティー お試しかっ!（テレビ朝日）
- ナニコレ珍百景（テレビ朝日）
- いきなり!黄金伝説（テレビ朝日）
- みんなのアメカン（日本テレビ）
- 奥の深道〜同類くんの旅〜（フジテレビ）
- 沸騰ワード10（日本テレビ）（2020年4月 - 9月）
- アイ・アム・冒険少年（TBS）（2021年4月 - 8月）

## CM出演者

### 現在
アイスクリームケーキ
- 山田涼介（Hey! Say! JUMP）

バラエティパック
- 山田涼介（Hey! Say! JUMP）

### 過去
- 本田翼
- 黒川智花
- 岡本玲
- 岸本セシル
- 未来穂香
- ジャニーズJr.
- ベッキー、谷花音、ピエール瀧、パンサー
- 玉城ティナ
- ジャニーズWEST
- 藤田ニコル、飯島寛騎